# Jean-Rémy Palanque
Jean-Rémy Palanque (* 7. März 1898 in Marseille; † 2. Juni 1988 in Aix-en-Provence) war ein französischer Kirchenhistoriker, Hochschullehrer und Kenner der Geschichte Roms.
Jean-Rémy Palanque war Professor für Geschichte der Antike an der Universität Montpellier und danach bis zu seiner Emeritierung an der Universität der Provence Aix-Marseille I. Er war zusammen mit Henri-Irénée Marrou an einer Erneuerung der historischen Interpretation der römischen Spätantike und des frühen Christentums beteiligt. Er war ebenfalls beteiligt an der Übersetzung ins Französische der Werke des österreichischen Historikers Ernst Stein. 1945 wurde ihm die Médaille de la Résistance verliehen. 1968 wurde er Mitglied der Académie des Inscriptions et Belles-Lettres. Palanque war Präsident der Société d’histoire religieuse de la France.

## Schriften
- Une nouvelle histoire du Bas-Empire in: Revue historique, tome 164. Paris 1930, Seiten 288–308.
- Essai sur la préfecture du prétoire du Bas-Empire. 1933.
- Saint Ambroise et l’empire romain. Contribution à l’histoire des rapports de l’Église et de l’État à la fin du quatrième siècle. E. de Boccard, Paris 1933.
- De la paix constantinienne à la mort de Théodosie. Bloud & Gay, Paris 1936.
- Les impérialismes antiques. Sammlung Que sais-je ? Presses universitaires de France, Paris 1948.
- De Constantin à Charlemagne: À travers le chaos barbare. Sammlung Je sais-Je crois. Librairie Arthème Fayard, Paris 1959.
  - deutsche Ausgabe: Die Kirche in der Völkerwanderung. Übersetzt von Rudolf Vey. Pattloch, Aschaffenburg 1960.
- Catholiques libéraux et gallicans en France face au Concile du Vatican, 1867–1870. Éditions Ophrys, Aix-en-Provence 1962.
- mit Michel Meslin: Le christianisme antique. Sammlung U2. Série Histoire ancienne. Colin, Paris 1967.
- mit Jean Chélini: Petite histoire des grandes conciles. Desclée de Brouwer, collection Présence chrétienne, Paris 1967.
- Le diocèse de Marseille. Sammlung Histoire des diocèses de France. Letouzey & Ané, Paris 1967.

als Herausgeber:
- Ernst Stein: Histoire du Bas-Empire, de l’État Romain à l’État Byzantin. 2. Auflage. Band 1, Teil 1: Texte. Teil 2: Notes et Cartes. 1959. Band 2: De la disparition de l'Empire d'Occident à la mort de Justinien. 1949. Neuausgabe: Geschichte des spätrömischen Reiches/Histoire du Bas-Empire. Herausgegeben von Mischa Meier und Hartmut Leppin. 2 Bände. wbg Theiss, Darmstadt 2023, ISBN 978-3-8053-5365-6.
- Le diocèse d’Aix-en-Provence. Sammlung Histoire des diocèses de France, Nouvelle Série. 3. Beauchesne, Paris 1975.